# Maria Cleff
Maria Cleff (* 30. März 1869 in Remscheid; † 1935 in Düsseldorf) war eine deutsche Malerin und Radiererin der Düsseldorfer Schule.

## Leben
Ihre künstlerische Ausbildung erhielt Cleff durch Privatunterricht bei dem Landschaftsmaler Olof Jernberg und bei dem Radierer Heinrich Otto in Düsseldorf. Dort schloss sie sich dem Verein der Düsseldorfer Künstler an. Vorzugsweise betätigte sie sich als Radiererin. Zu den Themen ihrer Darstellungen gehörten Landschaften aus der Eifel und Belgien. 1911 beteiligte sie sich an einer Sonderausstellung im Kaiser-Wilhelm-Museum in Krefeld.